# Veinte mil leguas de viaje submarino
Veinte mil leguas de viaje submarino (Vingt mille lieues sous les mers) es una de las obras literarias  más conocidas del escritor francés Julio Verne. 
Se dio a conocer en la Magasin d'Éducation et de Récréation («Revista de ilustración y Creatividad») desde el 20 de marzo de 1869 hasta el 20 de junio de 1870.
De manera íntegra, la obra fue publicada en Francia en dos partes (en 1869 la primera; y en 1870, la segunda). Por razones desconocidas, ambas partes, traducidas por Vicente Guimerá, aparecieron publicadas conjuntamente en el año 1869 en España por el establecimiento tipográfico de Tomás Rey y Cía., debido posiblemente a algún tipo de amistad personal entre Hetzel y Guimerá. Este dato parece desconocido por los biógrafos de Verne que citan como primera la edición francesa, siendo sin embargo la española, aunque con una tirada escasa.
En Francia, se publicó también en un volumen doble el 16 de noviembre de 1871.
Hetzel, editor del Magazin de ilustración y recreo, no quería aceptar la obra, ya que creía que el mundo cambiaría mediante el progreso, mediante una nueva ética que sustituyera la metafísica por una moral sin necesidad de violencia. Por eso le ofendía Veinte mil Leguas de viaje submarino, por la violencia de Nemo, por su odio contra la humanidad. Verne quería que Hetzel entendiera el motivo de ese odio, explicado en una carta con la anexión de Polonia por parte de Rusia en 1863:

Suponga nuevamente que seguimos la primera idea del libro: un señor polaco cuyas hijas han sido violadas, la mujer asesinada a hachazos, el padre a golpes de knut; un polaco cuyos amigos perecen en algún sitio y cuya nacionalidad va a desaparecer de Europa merced a la tiranía de los rusos. Si tal hombre no tiene derecho de hundir fragatas rusas allí donde las encuentre, entonces la venganza no es sino una palabra vacía.
David Mayor Orguillés: Grandes biografías: Julio Verne

## Argumento

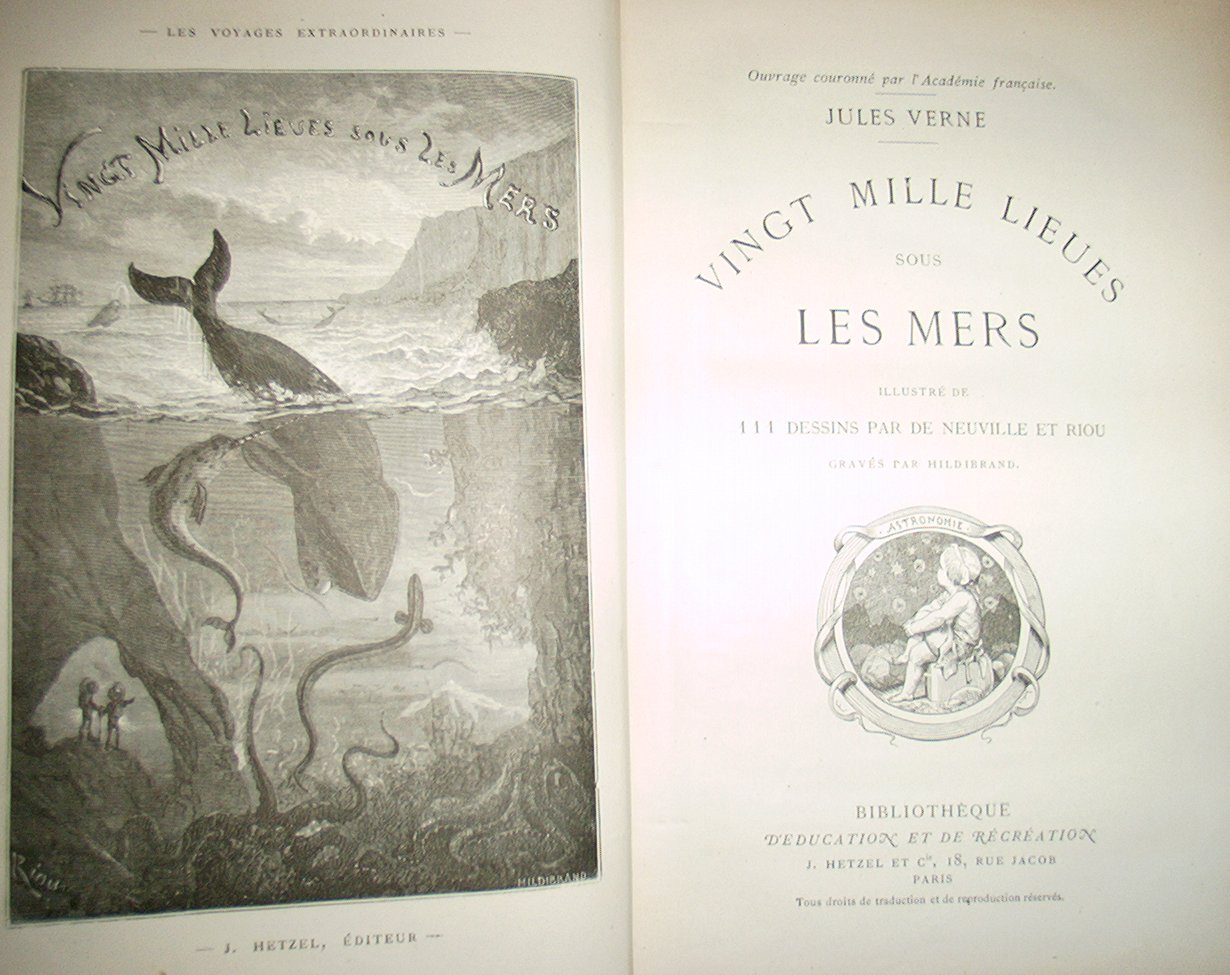
Frontispicio de la edición francesa de 1871.

Veinte mil leguas de viaje submarino es una obra narrada en primera persona por el profesor francés Pierre Aronnax, notable biólogo que es hecho prisionero por el Capitán Nemo y es conducido por los océanos a bordo del submarino Nautilus, en compañía de su criado Conseil o (también llamado, dependiendo de la edición Consejo) y el arponero canadiense Ned Land.
La historia comienza con una expedición a bordo de un buque de la marina de guerra estadounidense: el Abraham Lincoln, al mando del comandante Farragut, que busca dar caza a un extraño cetáceo, con un largo y filoso cuerno en el hocico, se supone que algún tipo de narval, que había ocasionado daños a diversas embarcaciones. Durante la expedición, los protagonistas se ven lanzados por la borda del buque como resultado de una embestida del animal. El profesor Aronnax y su acompañante Consejo son rescatados por el arponero canadiense Ned Land que también cayó al agua con ellos, después del impacto de la criatura, y los tres logran llegar a nado a un lugar seguro. Una vez a salvo, descubren que no se encuentran realmente en una isla, sino sobre una estructura metálica: un submarino a flote a cuyo interior acceden por una compuerta, llevados por ocho enmascarados. 
En el interior del misterioso artefacto conocen al Capitán Nemo, personaje desgraciado y brillante, con un oscuro pasado y de grandes aptitudes científicas y artísticas. Este les muestra toda la nave, el Nautilus, y les da notables explicaciones sobre su ingeniería. El capitán les informa de que, al haber conocido su existencia, no puede dejarlos volver a la superficie. 
A lo largo del viaje, les son revelados muchos secretos, y recorren diversos lugares, entre los que se menciona la mítica Atlántida, las islas de la Polinesia, el Mar Rojo, las costas del Lejano Oriente, el Mediterráneo, etc. A través de su personaje Aronnax, Julio Verne señala varios posibles inventos: escafandras autónomas de buceo, fusiles de balas eléctricas, máquinas para producir aire respirable, etc. 
Un rasgo que hace muy interesante a la novela es la minuciosa descripción de los paisajes submarinos que se visitan, así como la casi enciclopédica descripción de una infinidad de seres marinos.
Se da asimismo una minuciosa descripción de las percepciones y las intenciones de los personajes a lo largo de la historia. Queda claro, por ejemplo, que el arponero Ned Land es partidario de escapar, Aronnax prefiere disfrutar de la experiencia y Conseil acompaña sin quejas a su señor.
Tras una larga derrota y tras varios acontecimientos relativos a la vida a bordo del Nautilus, en el transcurso de los cuales este es perseguido y atacado varias veces por buques de guerra, el capitán Nemo, presa de una fuerte depresión, se aísla de sus «invitados». 
En los capítulos finales, los aislados prisioneros deciden escapar de manera definitiva. Este intento de escape coincide con momentos de mucha agitación en la nave durante los que se oye a los tripulantes repetir la palabra Maelstrom. Tiene lugar el escape de una manera forzada, y pierden la conciencia durante él. Al final, se hallan sanos y salvos en las costas de Noruega. El destino del submarino permanece desconocido.

## Capítulos

### Primera parte

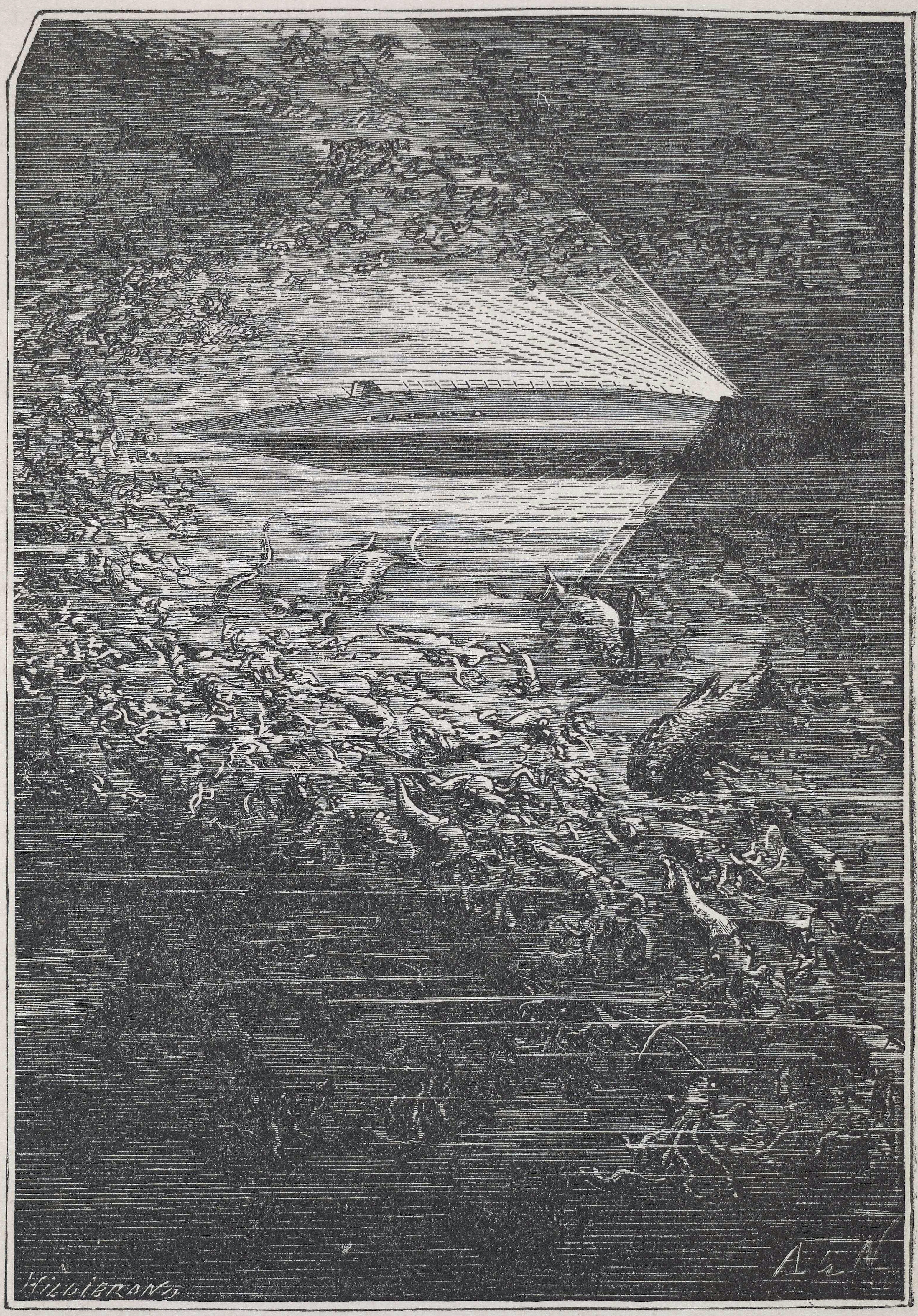
El Nautilus, ilustración de 1870.

- I Un escollo fugaz Capítulo en Wikisource
- II Los pros y los contras Capítulo en Wikisource
- III Como el señor guste Capítulo en Wikisource
- IV Ned Land Capítulo en Wikisource
- V ¡A la aventura! Capítulo en Wikisource
- VI A todo vapor Capítulo en Wikisource
- VII Una ballena de especie desconocida Capítulo en Wikisource
- VIII «Mobilis in mobile» Capítulo en Wikisource
- IX Los arrebatos de Ned Land Capítulo en Wikisource
- X El hombre de las aguas Capítulo en Wikisource
- XI El «Nautilus» Capítulo en Wikisource
- XII Todo por la electricidad Capítulo en Wikisource
- XIII Algunas cifras Capítulo en Wikisource
- XIV El río Negro Capítulo en Wikisource
- XV Una carta de invitación Capítulo en Wikisource
- XVI Andando por la llanura Capítulo en Wikisource
- XVII Un bosque submarino Capítulo en Wikisource
- XVIII Cuatro mil leguas bajo el Pacífico Capítulo en Wikisource
- XIX Vanikoro Capítulo en Wikisource
- XX El estrecho de Torres Capítulo en Wikisource
- XXI Unos días en tierra Capítulo en Wikisource
- XXII El rayo del capitán Nemo Capítulo en Wikisource
- XXIII «Aegri somnia» Capítulo en Wikisource
- XXIV El reino de coral Capítulo en Wikisource

### Segunda parte

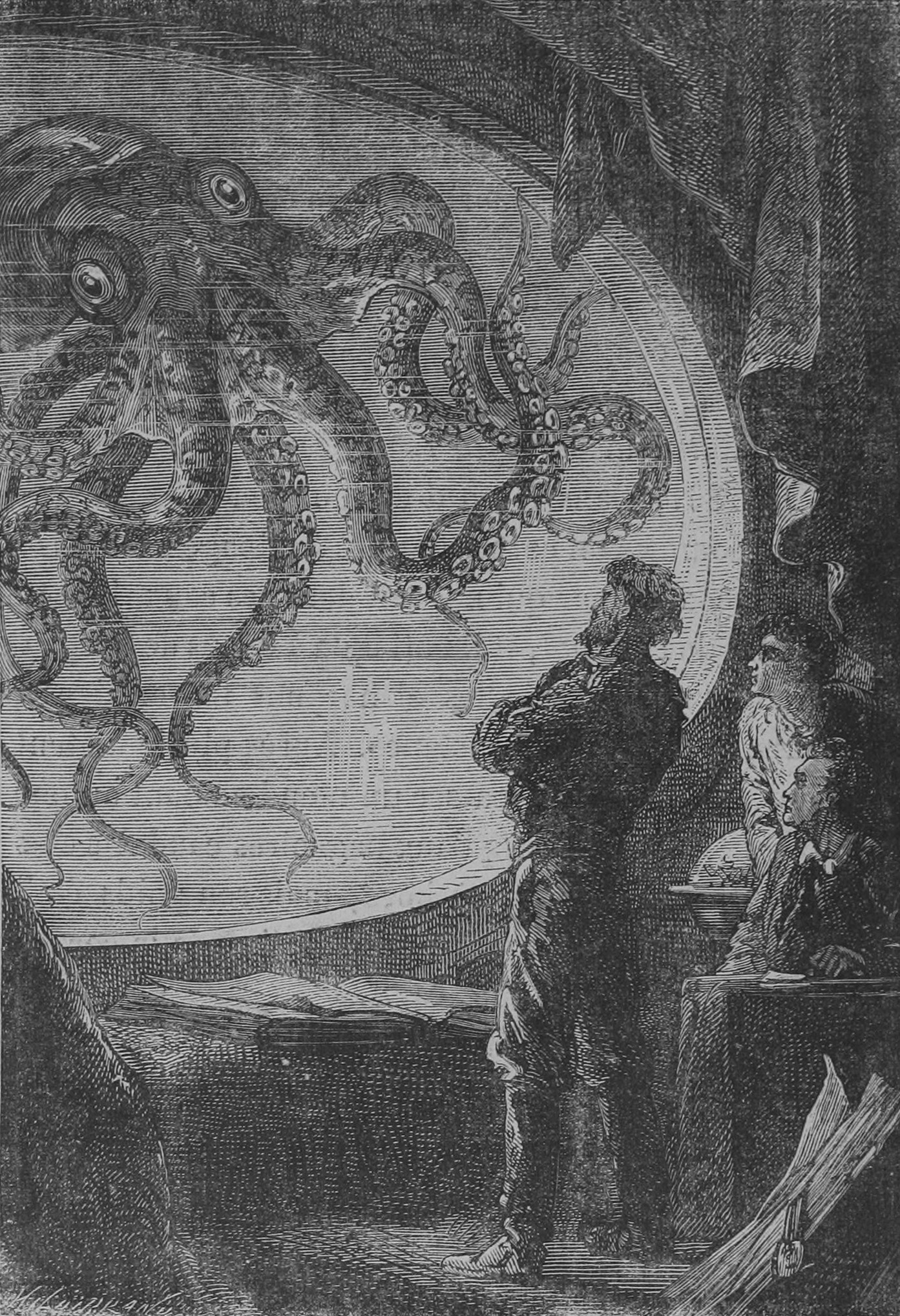
El pulpo, ilustración de la edición de 1870.

- I El océano Índico Capítulo en Wikisource
- II Una nueva proposición del capitán Nemo Capítulo en Wikisource
- III Una perla de diez millones Capítulo en Wikisource
- IV El mar Rojo Capítulo en Wikisource
- V «Arabian Tunnel» Capítulo en wikisource
- VI El archipiélago griego Capítulo en Wikisource
- VII El Mediterráneo en cuarenta y ocho horas Capítulo en Wikisource
- VIII La bahía de Vigo[4] Capítulo en Wikisource
- IX Un continente desaparecido Capítulo en Wikisource
- X Las hulleras submarinas Capítulo en Wikisource
- XI El mar de los Sargazos Capítulo en Wikisource
- XII Cachalotes y ballenas Capítulo en Wikisource
- XIII Los bancos de hielo Capítulo en Wikisource
- XIV El Polo Sur Capítulo en Wikisource
- XV ¿Accidente o incidente? Capítulo en Wikisource
- XVI Sin aire Capítulo en Wikisource
- XVII Del cabo de Hornos al Amazonas Capítulo en Wikisource
- XVIII Los pulpos Capítulo en Wikisource
- XIX El Gulf Stream Capítulo en Wikisource
- XX A 47º 24' de latitud y 17º 28' de longitud Capítulo en Wikisource
- XXI Una hecatombe Capítulo en Wikisource
- XXII Las últimas palabras del capitán Nemo Capítulo en Wikisource
- XXIII Conclusión Capítulo en Wikisource

## La serie y la trilogía
Veinte mil leguas de viaje submarino, novela en la que el capitán Nemo y sus seguidores parecen ser arrastrados por el gigantesco torbellino del maelstrom, forma parte de la serie Viajes extraordinarios, y constituye además una trilogía con las novelas Los hijos del capitán Grant y La isla misteriosa. En esta última, el autor revela los secretos y la verdadera historia del Capitán Nemo.